# Elgin National Trophy
L'Elgin National Trophy était une course automobile américaine de type Grand Prix, organisée durant les années 1910 à la fin du mois d'août le plus souvent.

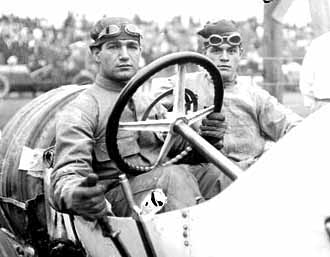
Ralph DePalma (et son mécanicien Tom Alley), vainqueur du premier de ses trois Trophée Elgin en 1912.

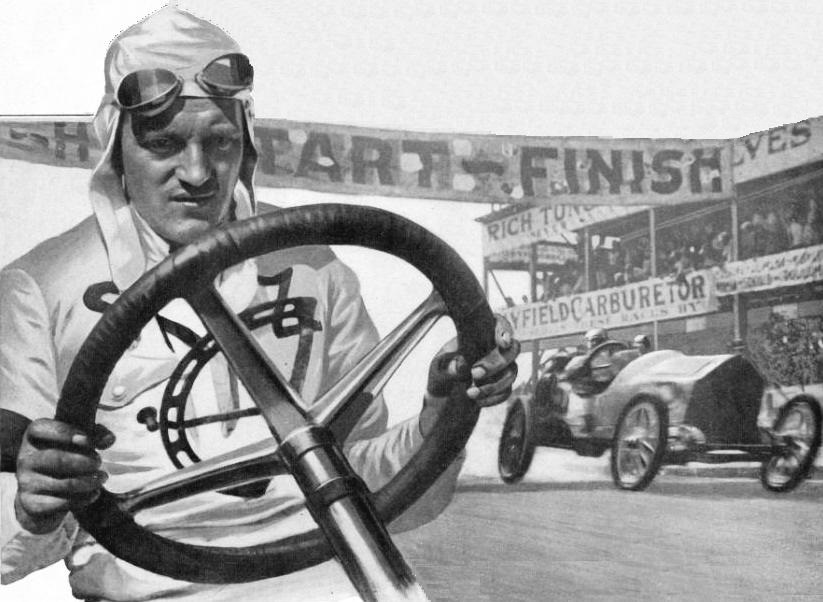
Gil Andersen, vainqueur de l'Elgin National Trophy de Chicago en août 1913.

Disputée à huit reprises sur le circuit d'Elgin en Illinois (l'Elgin Road Race Course, un circuit routier d'alors 8,5 miles situé dans la banlieue nord-ouest de Chicago), elle a compté pour le Championnat américain de course automobile AAA lors de sa dernière tenue, en 1920.
Ralph DePalma s'y est imposé à trois reprises.

## Palmarès
| 1910      | 27 août              | Ralph Mulford        | Lozier               |                      |                      |
| 1911      | 26 août              | Len Zengel           | National             |                      |                      |
| 1912      | 31 août              | Ralph DePalma        | Mercedes             |                      |                      |
| 1913      | 30 août              | Gil Andersen         | Stutz                |                      |                      |
| 1914      | 5 septembre          | Ralph DePalma        | Mercedes             |                      |                      |
| 1915      | 21 août              | Gil Andersen         | Stutz                |                      |                      |
| 1916-1919 | Épreuve non disputée | Épreuve non disputée | Épreuve non disputée | Épreuve non disputée | Épreuve non disputée |
| 1919      | 23 août              | Tommy Milton         | Duesenberg           |                      |                      |
| 1920      | 28 août              | Ralph DePalma*       | Ballot               |                      |                      |

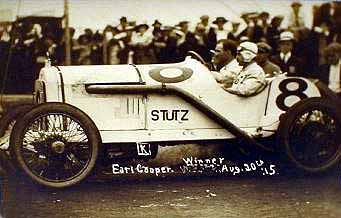
Earl Cooper en 1915 aux 300 miles d'Elgin (l'ENT), sur Stutz.

(* année où il acquiert la nationalité américaine)